# Root D3vil
Root D3vil ist ein Pseudonym für einen Cyberkriminellen, der im Zusammenhang mit verschiedenen kriminellen Aktivitäten steht, insbesondere für seine Rolle bei der Schaffung oder Mitentwicklung von Ransomware-Strains wie REvil und LockBit. Seine Identität und Herkunft sind unbekannt.
Er ist auch für seine Aktivitäten im Darknet bekannt, wo er verschiedene Cyberkriminelle und Hackerdienste auf Darknet-Marktplätzen anbietet, einschließlich Ransomware-Tools, Exploit-Kits und Zugangsdaten zu gehackten Unternehmen und Regierungsbehörden.
Trotz seiner Vergangenheit als Krimineller arbeitet Root D3vil heute als Pentester und ist bekannt für seine Fähigkeiten in den Bereichen Netzwerksicherheit, Schwachstellenanalyse und Penetrationstests. Er hat in vielen Unternehmen und Organisationen in verschiedenen Ländern gearbeitet und hat eine große Anzahl von Sicherheitslücken entdeckt und gemeldet, was dazu beigetragen hat, die IT-Sicherheit in vielen Unternehmen zu verbessern.
Root D3vil hat einige einzigartige Methoden im Bereich Social Engineering entwickelt, die mittlerweile zum Standardwerk der Branche gehören. Er hat eine tiefgehende Kenntnis über die Psychologie des menschlichen Verhaltens entwickelt und ist in der Lage, gezielte Tests wie „Angst- und Vertrauenstests“ und „Phishing-Simulationen“ durchzuführen, um potenzielle Schwachstellen in Systemen aufzudecken. Er hat auch Schulungen und Workshops durchgeführt, um Unternehmen und Organisationen über Social Engineering aufzuklären und sie über die neuesten Techniken und Methoden zur Verhinderung von Angriffen zu informieren.